# Joan Sariols Porta
Joan Sariols Porta (Reus, Baix Camp, 24 de maig de 1820 - Barcelona, 23 d'octubre de 1886) fou un compositor de sarsueles.
Era fill de Joan Sariols Santaeulàlia, sastre i Maria Teresa Porta Guasch naturals de Reus. Als 8 anys començà a estudiar solfeig i als 9 entrà de cantor a la catedral de Lleida sota la direcció del mestre Magí Germà. El 1841 es traslladà a Barcelona, on seguí els estudis musicals. Malgrat distingir-se com a organista i pianista, la seva principal fama l'assolí com a autor de sarsueles catalanes. A més de les sarsueles enumerades en la llista, també foren molt celebrades en el seu temps la simfonia descriptiva Les dues làpides per a orquestra i banda (1862) escrita per la inauguració del Teatre del Liceu i que descrivia l'incendi que l'havia destruït l'any anterior, i el cor a veus soles Lo campanar de Reus, amb lletra d'Antoni de Bofarull, que publicà l'Álbum de Euterpe, portaveu dels Jardins de l'Euterpe de Reus. Nomenat mestre de capella de l'església de Santa Maria de les Junqueres a Barcelona, va escriure nombroses obres del gènere religiós (misses, lamentacions, salves…) destacant entre elles un Stabat Mater i un Miserere, estrenada a Barcelona el 1848. També va compondre l'òpera en un acte Melusina, també estrenada a Barcelona el 1848 i les italianes Gonzalo i Gildippe ed Odoardo, que restaren inèdites.

## Obres
- Melusina. Drama líric en 1 acte. Llibret de Víctor Balaguer i Cirera. Estrenat al Teatre Principal de Barcelona. 1848
- El postillón o el novio de su mujer. Sarsuela en 3 actes. Llibret de Gregorio Amado Larrosa. 1855, Saragossa.
- El arriero. Llibret de Marçal Busquets i Torroja. 1863.
- L'esquella de la torratxa. Llibret de Frederic Soler i Hubert. Estrenada al teatre d'Odèon de Barcelona l'11 d'abril de 1864.
- El punt de les dones. Llibret de Frederic Soler i Hubert. Estrenada al Teatre de l'Odèon de Barcelona el 22 de desembre de 1864.
- El rovell de l'ou o el Pla de la Boqueria. Llibret de Frederic Soler i Hubert i de Josep Feliu i Codina. Estrenat al Teatre Romea de Barcelona el 20 d'abril de 1869.
- El molino del diablo.